# Bell Boy 13
Bell Boy 13 è un film muto del 1923 diretto da William A. Seiter. Sceneggiato da Violet Clark su un soggetto di Austin Gill, di genere commedia, il film aveva come interpreti Douglas MacLean, John Steppling, Margaret Loomis.

## Trama
Harry Elrod, fattorino di un albergo, viene diseredato dallo zio e cede al corteggiamento dell'attrice Kitty Clyde. Ne nasce una tale confusione che lo zio Elrod finisce per comperare l'hotel pur di poter licenziare il nipote. Ma Harry induce gli altri dipendenti a scioperare fino a quando lo zio non accetta il suo matrimonio con Kitty.

## Produzione
Il film fu prodotto dalla Thomas H. Ince Corporation. Camera del 23 aprile 1921 riportava che Douglas MacLean aveva completato la lavorazione di Bellboy 13 di cui si preannunciava la distribuzione. Tuttavia il film non venne distribuito fino alla fine del 1923.

## Distribuzione

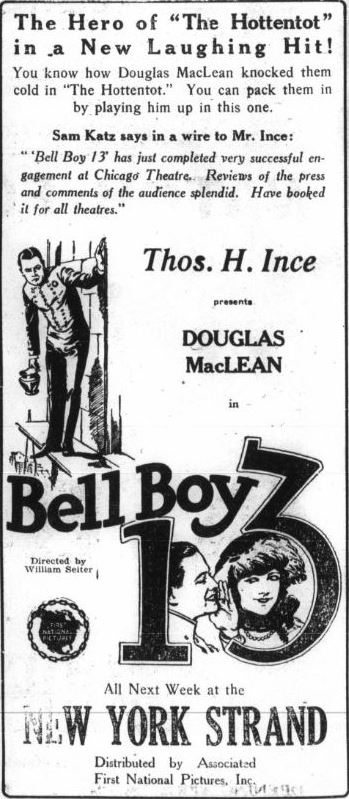
Pubblicità su Variety (22 marzo 1923)

Il copyright del film, richiesto dalla Thomas H. Ince Productions, fu registrato l'8 gennaio 1923 con il numero LP18557.
Distribuito dalla Associated First National Pictures, il film uscì nelle sale statunitensi il 19 gennaio 1923. In Finlandia, fu distribuito il 13 aprile 1924 con il titolo Hotellipoika; in Danimarca, uscì il 21 luglio 1924 come Piccolo Nr. 13; in Germania, nel marzo 1925 come Liftboy Nr. 13; in Portogallo, il 6 luglio 1925, come O Groom nº 13.
Copie della pellicola sono conservate negli archivi della Library of Congress di Washington e all'UCLA Film And Television Archive di Los Angeles.